# Pravi oman
Pravi oman (oman veliki, veliko zelje, lat. Inula helenium) je biljka iz porodice Asteraceae. Od davnine se koristi kao ljekovita i začinska biljka. Raste u istočnoj i jugoistočnoj Europi, u Turskoj, na Kavkazu, na Bliskom istoku, u srednoj Aziji, Kini, Mongoliji.

## Opis
Veliki oman je do 2 metra visoka trajnica. Obično iz lisne rozete izbija jedna ili više dlakavih stabljika. Cvjetovi su žute boje. Korijen je gomoljast i debeo. Listovi su ovalni, veliki, naizmjenično raspoređeni.

## Oman kao začin
Kao začin korišten je već u starom vijeku. Spominju ga Plinije Stariji i Apicije.

## Oman kao ljekovita biljka
Također se kao lijek koristi još od antike. Spominju ga Teofrast, Pedanije Dioskorid, Plinije Stariji i Avicena.
Pripravci od svježeg korijena koriste se u homeopatiji. U domaćoj i stranoj narodnoj medicini uzima se tinktura i ekstrakt korijena kod malarije, edema, urolitijaze, migrene; dekokt kao ekspektorans za krvavi kašalj, bronhijalnu astmu, epilepsiju, kao hemostatik, diuretik, protuupalno sredstvo za kožne bolesti, kod tahikardije; sjemenke - za neke ženske bolesti. Vinska iscrpina svježeg korijena koristila se za hipo kiselinski gastritis.

## Sastav
Коrijen sadrži inulin (do 44 %) i druge polisaharide, gorke tvari, eterično ulje (do 4,5 %), saponine, smolu, sluz, malu količinu alkaloida, helenin.
Korijen od makroelemenata sadrži (mg/g): kalij 14,50, kalcij 7,40, magnezij 1,90, željezo 0,50. Mikroelementi (mkg/g): mangan i kobalt po 0,11, bakar 0,38, cink 0,27, krom 0,04, aluminij 0,40, vanadij 0,15, selen 10,00, nikal 0,14, stroncij 0,15, olovo 0,05, jod 9,13, bor 44,40.